# Sebastian Hofmann
Sebastian Hofmann (Sinsheim, 1983. szeptember 12. –) német labdarúgó, csatár.

## Pályafutása
2002-ben került a Karlsruher csapatától a Hoffenheimhez. 2003-ban itt mutatkozott be a felnőttek között az akkor a német harmadosztályban, a Regionalliga Südben játszó csapatban. 2006-ban a VfB Stuttgarthoz szerződött, ahol a második csapatban kapott lehetőséget, 2008-ban a harmadosztályba való feljutáshoz segítette csapatát. A 2008-09-es szezonban 23 bajnokin hat gólt szerzett a csapatban.
2010-ben a másodosztályú Ingolstadt, 2011-ben a harmadosztályú Regensburg játékosa lett. Utóbbi csapatban első mérkőzésén keresztszalag-szakadást szenvedett, így az egész idényt ki kellett hagynia. A 2012-13-as idényben a másodosztályban kilencszer lépett pályára, de a Regensburg kiesését követően a Nöttingenhez igazolt. 2015-ben az alsóbb osztályú GSV Maichingenbe szerződött.